# Iz življenja odličnega rodoljuba
Iz življenja odličnega rodoljuba iz leta 1901 je črtica Ivana Cankarja.

## Vsebina
Učitelj Šviligoj je v dolini šentflorjanski začel svojo tajniško službo aprila, po velikonočnih praznikih. Zjutraj je prišel v šolo, a otrok ni bilo, saj so bili na polju. Gledal je skozi okno po dolini, nato pa vzel klobuk, zaklenil šolska vrata in odšel proti občinski hiši. Tam se je poglobil v knjige in listine. Bral je poročilo o slavnostih izpred 20 let in se spomnil svojih mladih let. Na koncu lista je bil podčrtan stavek, ki je govoril o rodoljubu iz Šentflorjana, Štefanu Frfili. Zamislil se je, da je ta človek nekoč sedel v tisti sobi in snoval svoje načrte, a se je spomin nanj z leti izgubil. Šviligoj je spravil papirje in se napotil proti domu, kjer je zvečer spet bral in razmišljal o njem, pri tem pa ga je zmotil sam Frfila. Pogovarjala sta se in Šviligoj mu je povedal, da je zaradi njega dobilo njegovo življenje cilj. Hotel je obuditi ime pozabljenega rodoljuba, a ni imel njegovega življenjepisa, ker mu ga novinar ni prinesel. Rodoljub je odšel, Šviligoj pa zjutraj ni prepričan, kaj se je dogajalo, a vstal je vesel. Ko je končal s šolskim delom, se je odpravil do župana in mu povedal svoje načrte. Sklicali so občinsko sejo, da bi razglabljali o načrtu. Nekega dne je bil v časopisu objavljen članek o Frfili in o tem, da bodo v Šentflorjan naredili spominsko ploščo na njegovi rojstni hiši. Novica je sprožila različna mnenja, mesto pa je bilo razburjeno, saj se je Frfila marsikomu zameril. Čez 14 dni so imeli slavnost ob otvoritvi plošče, ki jo je vodil Šviligoj. Ker ni imel njegovega življenjepisa, so padali dvomi o resnici in tudi Šviligoj ni bil več prepričan, da ima prav.

## Vir
Ivan Cankar. Iz življenja odličnega rodoljuba. V: B. Madžarevič (ur.). Slovenska klasika. Ivan Cankar. I. knjiga. Pesmi, Zgodnja kratka proza, Tujci. Ljubljana: DZS, 2001.